# Atu Walupang
Atu Walupang is een bestuurslaag in het regentschap Lembata van de provincie Oost-Nusa Tenggara, Indonesië. Atu Walupang telt 438 inwoners (volkstelling 2010).